# Joyce Tenneson
Joyce Tenneson (* 29. Mai 1945 in Weston, Massachusetts) ist eine US-amerikanische Kunstfotografin, die für ihren einzigartigen Fotografiestil bekannt ist, an dem oft nackte oder halbnackte Frauen beteiligt sind.

## Biographie
Als Kind arbeiteten ihre Eltern auf dem Gelände eines Klosters, in dem sie mit ihren beiden Schwestern aufwuchs.  Sie und ihre Geschwister "waren verpflichtet, an Festspielen und Prozessionen teilzunehmen. Es war eine mysteriöse Umgebung - etwas aus Fellini - voller Symbolik, Rituale, Schönheit und auch einer verstörenden Art surrealer Bilder." 
Tenneson machte ihren Master in Fotografie an der George Washington University. Mit 39 Jahren gab sie ihren Beruf als Professorin für Fotografie auf und zog von Washington nach New York. Tenneson fotografiert hauptsächlich mit der Polaroid 20x24-Kamera. In einem Interview mit einem Fotomagazin riet Tenneson anderen Künstlern: "Ich bin der festen Überzeugung, dass Du, wenn Du zu Deinen Wurzeln zurückkehren, etwas hervorbringen kannst, was Dich repräsentiert  - wie Dein Daumenabdruck. Es wird deinen Stil haben, weil es niemanden wie dich gibt." 
Ihre Arbeiten wurden in mehr als 100 Ausstellungen auf der ganzen Welt vorgestellt. Tenneson hatte Titelbilder auf verschiedenen Magazinen, darunter Time, Life, Entertainment Weekly, Newsweek, Premiere, Esquire und The New York Times Magazine.

## Bücher
- In/Sights. 1978.
- Joyce Tenneson photographs. D.R. Godine, Boston, Mass. 1984, ISBN 0-87923-502-0.
- BnF Catalogue général. Contrejour, Paris 1989, ISBN 2-85949-086-8.
- Transformations. Little, Brown, Boston 1993, ISBN 0-8212-1933-2.
- Illuminations. Little, Brown, Boston 1997, ISBN 0-8212-2384-4.
- Light warriors. Little, Brown and Co., Boston 2000, ISBN 0-8212-2698-3.
- Wise women : a celebration of their insights, courage, and beauty. Little, Brown and Co, Boston 2002, ISBN 0-8212-2801-3.
- Flower portraits : the life cycle of beauty. Bulfinch Press, Boston 2003, ISBN 0-8212-2853-6.
- Intimacy : the sensual essence of flowers. Barnes & Noble Books, New York 2004, ISBN 0-7607-6150-7.
- Amazing men : courage, insight, endurance. Bulfinch Press, New York 2004, ISBN 0-8212-2855-2.
- A life in photography, 1968–2008. Bulfinch Press Book, New York 2008, ISBN 978-0-316-00408-4.
- Shells : nature's exquisite creations. Down East, [Camden] Maine 2011, ISBN 978-0-89272-995-1.

## Ehrungen
1989 erhielt Tenneson den "Infinity Award" von International Centre of Photography und 1990 den Preis "Fotograf des Jahres" von Women in Photography International.
2005 erhielt Tenneson den Lucie Award als "Professioneller Fine Art Fotograf des Jahres".
2012 erhielt Tenneson den "Lifetime Achievement Award" der Professional Photographers of America.